# Operação Épervier
Opération Épervier (em português Operação Falcão, pronúncia em francês: [ɔpeʁasjɔ̃ epɛʁvje]) foi o conjunto de operações militares relacionadas com a presença militar francesa que ocorreu no Chade entre 13 de fevereiro de 1986 e 1 de agosto de 2014.